# Dagny-Lambercy
Dagny-Lambercy és un municipi francès situat al departament de l'Aisne i a la regió dels Alts de França. L'any 2017 tenia 128 habitants.

## Demografia

### Població
El 2007 la població de fet de Dagny-Lambercy era de 129 persones. Hi havia 52 famílies de les quals 12 eren unipersonals (8 homes vivint sols i 4 dones vivint soles), 12 parelles sense fills, 20 parelles amb fills i 8 famílies monoparentals amb fills.
La població ha evolucionat segons el següent gràfic:
Habitants censats

### Habitatges
El 2007 hi havia 80 habitatges, 53 eren l'habitatge principal de la família, 12 eren segones residències i 15 estaven desocupats. 70 eren cases i 10 eren apartaments. Dels 53 habitatges principals, 40 estaven ocupats pels seus propietaris, 12 estaven llogats i ocupats pels llogaters i 1 estava cedit a títol gratuït; 1 tenia dues cambres, 6 en tenien tres, 11 en tenien quatre i 35 en tenien cinc o més. 50 habitatges disposaven pel capbaix d'una plaça de pàrquing. A 29 habitatges hi havia un automòbil i a 17 n'hi havia dos o més.

### Piràmide de població
La piràmide de població per edats i sexe el 2009 era:
| Homes | Edats   | Dones |
| ----- | ------- | ----- |
| 0     | 95 o +  | 0     |
| 0     | 90 a 94 | 0     |
| 0     | 85 a 89 | 0     |
| 0     | 80 a 84 | 4     |
| 4     | 75 a 79 | 4     |
| 0     | 70 a 74 | 8     |
| 8     | 65 a 69 | 0     |
| 0     | 60 a 64 | 8     |
| 0     | 55 a 59 | 0     |
| 0     | 50 a 54 | 0     |
| 20    | 45 a 49 | 8     |
| 12    | 40 a 44 | 8     |
| 8     | 35 a 39 | 8     |
| 0     | 30 a 34 | 8     |
| 0     | 25 a 29 | 0     |
| 4     | 20 a 24 | 0     |
| 4     | 15 a 19 | 4     |
| 4     | 10 a 14 | 8     |
| 8     | 5 a 9   | 4     |
| 4     | 0 a 4   | 4     |

## Economia
El 2007 la població en edat de treballar era de 77 persones, 56 eren actives i 21 eren inactives. De les 56 persones actives 53 estaven ocupades (32 homes i 21 dones) i 3 estaven aturades (1 home i 2 dones). De les 21 persones inactives 5 estaven jubilades, 4 estaven estudiant i 12 estaven classificades com a «altres inactius».

### Ingressos
El 2009 a Dagny-Lambercy hi havia 53 unitats fiscals que integraven 119 persones, la mediana anual d'ingressos fiscals per persona era de 13.465 €.

### Activitats econòmiques
Dels 6 establiments que hi havia el 2007, 1 era d'una empresa de construcció, 3 d'empreses de comerç i reparació d'automòbils, 1 d'una empresa immobiliària i 1 d'una empresa classificada com a «altres activitats de serveis».
L'únic servei als particulars que hi havia el 2009 era una perruqueria.
L'any 2000 a Dagny-Lambercy hi havia 12 explotacions agrícoles.

## Poblacions més properes
El següent diagrama mostra les poblacions més properes.